# Onagawa kärnkraftverk
Onagawa kärnkraftverk (女川原子力発電所 Onagawa genshiryoku hatsudensho?) är ett kärnkraftverk i Japan.
Kärnkraftverket har tre reaktorer och ligger i Onagawa, Miyagi prefektur. Det drivs av Tohoku Electric Power Company.

## Incidenter
Kraftverket stoppades automatiskt vid jordbävningen vid Tōhoku 11 mars 2011. En brand uppstod i turbinhallen. Förhöjda värden av radioaktivitet har i efterhand detekterats i området kring Onagawa kärnkraftverk enligt IAEA, vilket förmodas bero på utsläpp från Fukushima-olyckan. Verket som var det kärnkraftverk som var närmast epicentrum av jordbävningen och IAEA fann i sin rapport 2012 att strukturerna i anläggningen var anmärkningsvärt oskadade efter de kraftiga skalven. Det ligger 14 meter över havet och klarade sig därmed även från tsunamin som följde jordskalvet och förstörde anläggningarna i Fukushima I.

## Efter Fukushima-olyckan
För att få återstarta reaktorer efter sina respektive periodvisa underhåll följande Fukushima-olyckan behöver de godkännas efter nya och strängare säkerhetsregler.
Ägaren Tohoku Electric Power Company har lämnat in sina förslag på åtgärder för återstart av reaktor 2 och fått dem godkända. Även regionala och kommunala myndigheter har ställt sig positiva till att återstarta reaktor 2, så ägaren räknar med att åtgärderna kommer kosta 340 miljarder Yen och att reaktor 2 ska kunna vara i drift under räkenskapsåret 2022 (som slutar 31 mars 2023).[Uppdatering behövs]
Ägaren har bestämt att avveckla reaktor 1 men planerar fortsatt för att även ansöka om att få återstarta reaktor 3.

## Reaktorer
| Reaktor     | Typ | Först kritisk   | Driftstart      | Elektrisk bruttoeffekt | Stängd           |
| ----------- | --- | --------------- | --------------- | ---------------------- | ---------------- |
| Onagawa - 1 | BWR | 18 oktober 1983 | 1 juni 1984     | 524 MW                 | 21 december 2018 |
| Onagawa - 2 | BWR | 2 november 1994 | 28 juli 1995    | 825 MW                 |                  |
| Onagawa - 3 | BWR | 26 april 2001   | 30 januari 2002 | 825 MW                 |                  |